# Med-Urbs
program Med-Urbs - (ang. Med-Urbs programme) - wspólnotowy program z zakresu polityki społecznej, regionalnej i strukturalnej, którego podstawowym celem jest współpraca pomiędzy podmiotami z państw Unii Europejskiej i basenu Morza Śródziemnego. Dotyczy przede wszystkim nawiązywania współpracy pomiędzy samorządami lokalnymi. Zainicjowany został rozporządzeniem Komisji Europejskiej na lata 1993–1996.
Zadania programu:
- nawiązanie współpracy i wymiana doświadczeń między samorządami lokalnymi,
- utworzenie sieci miast i koordynacja w ramach tej sieci,
- zacieśnianie współpracy miast śródziemnomorskich i unijnych,
- nawiązywanie i zacieśnianie stosunków partnerskich pomiędzy państwami,
- rozwiązywanie problemów związanych z rozwojem miast, takich jak:
  - zaopatrzenie w wodę pitną,
  - podatków lokalnych,
  - planowania przestrzennego,
  - ochrony środowiska naturalnego.